# Клепацкий, Лев Николаевич
Лев Никола́евич Клепа́цкий (род. 1940) — советский и российский дипломат. Генеральный консул РФ в Мюнхене.

## Биография
Родился в 1940 в городе Серове. Окончил философский факультет МГУ.
- В 1971—1978 годах работал в Институте экономики мировой социалистической системы АН СССР.
- В 1978—1986 годах работал в посольстве СССР в Польше.
- В 1990—1995 годах являлся советником-посланником посольства РФ в Польше.
- С февраля 1998 — заместитель начальника Управления внешнеполитического планирования МИД России.
- С июня 2001 — генеральный консул РФ в Мюнхене[1].

Имеет дипломатический ранг чрезвычайного и полномочного посланника 1 класса. 
 Кандидат философских наук.

## Награды
- Благодарность Министра культуры Российской Федерации (29 января 2004 года) — за активное участие в подготовке и праздновании 200-летия со дня рождения Ф.И.Тютчева в Федеративной Республике Германия[3]